# Akkergoudsbloem
De akkergoudsbloem (Calendula arvensis) is een eenjarige plant die tot de composietenfamilie behoort. De soort komt van nature voor in Centraal- en Zuid-Europa en is van daaruit als sierplant over de hele wereld verspreid. Het aantal chromosomen is 2n=44.
De plant wordt 10-40 cm hoog en heeft rechtopstaande of liggende, behaarde stengels. De afwisselend staande bladeren zijn bedekt met een dichte donsachtige beharing. De onderste bladeren zijn spatelvormig, kort gesteeld en zijn gaafrandig of stomp getand. De bovenste bladeren zijn lancetvormig met een ondiepe hartvormige voet die de stengel omsluit.
De akkergoudsbloem bloeit van juni tot oktober. In het Middellandse Zeegebied meestal van november tot mei. De bloeiwijze is een 1–2 cm groot hoofdje met helder gele tot diep oranje, 7-12 mm lange lintbloemen en gele buisbloemen. De lintbloemen zijn meestal minder dan twee keer zo lang als de omwindselbladen. Het brede klokvormige omwindsel bestaat uit groene schutblaadjes met een vliezige rand. Ze zijn vaak aan de punt roodachtig. 
De vrucht is een 3–12 mm lang nootje. Er zitten drie vruchtvormen in een hoofdje. De buitenste, haakvormige vruchten eindigen in een snavel en zijn twee keer zo lang als het omwindsel. De middelste nootjes zijn iets bootvormig en de binnenste zijn ringvormig opgerold en hebben een gegroefde achterkant.

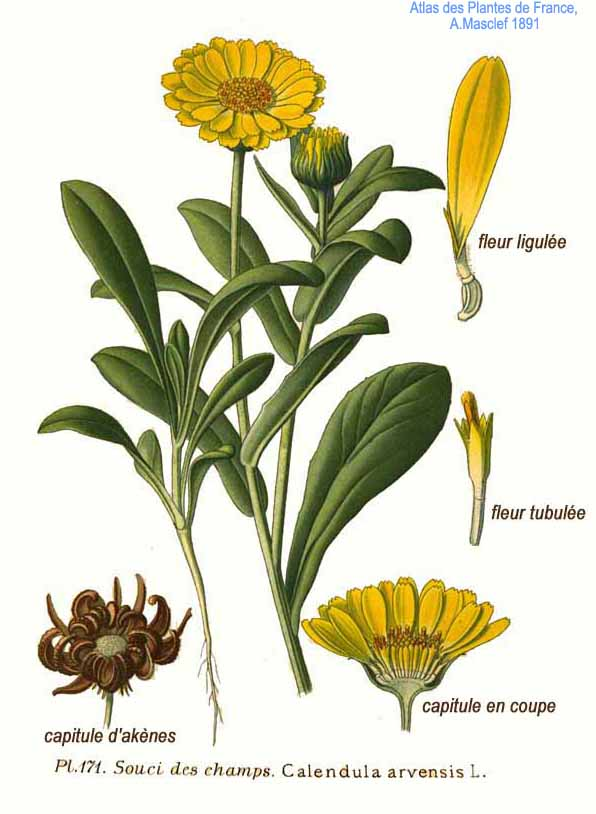
Illustratie
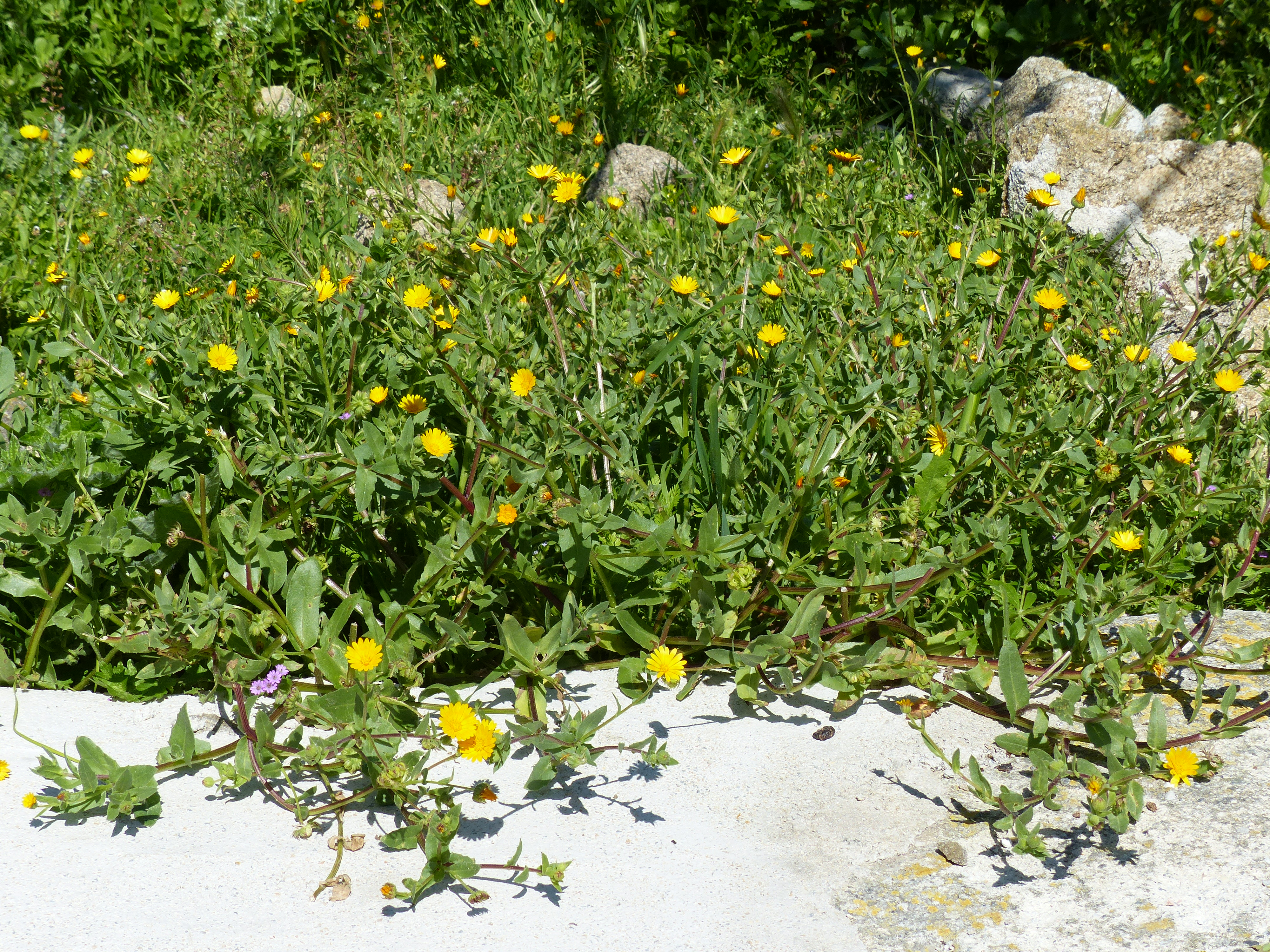
Planten
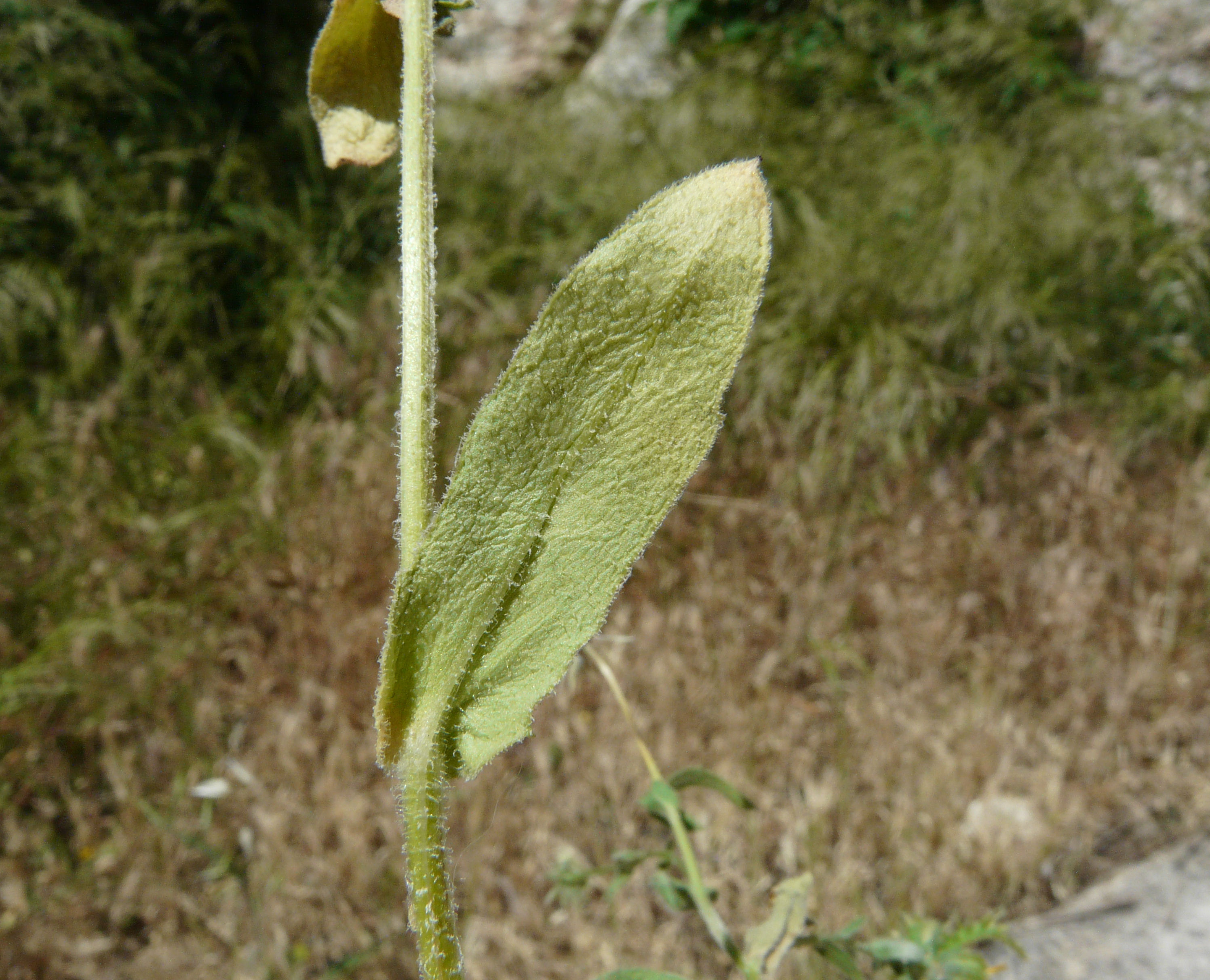
Achterkant blad
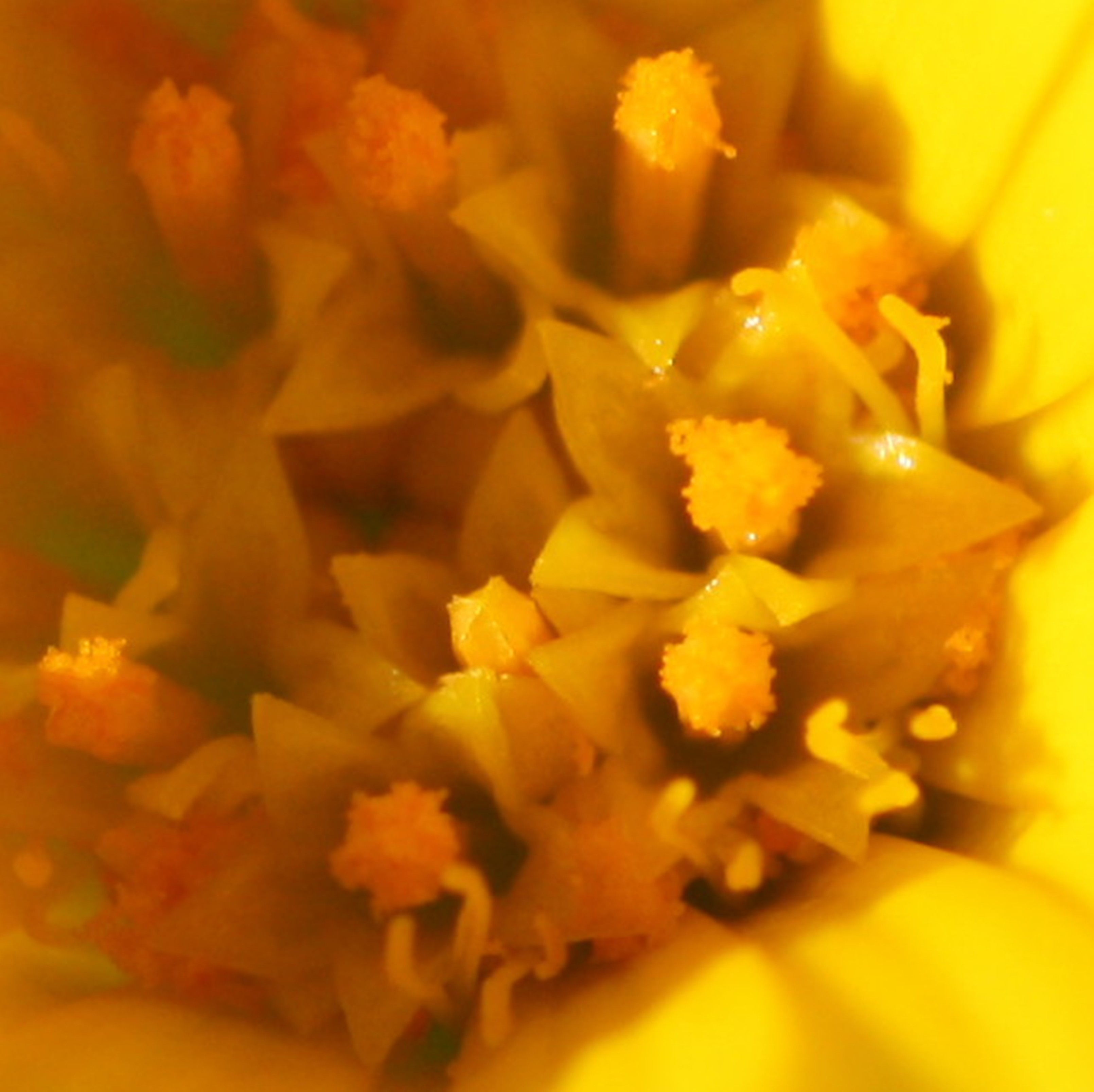
Buisbloemen
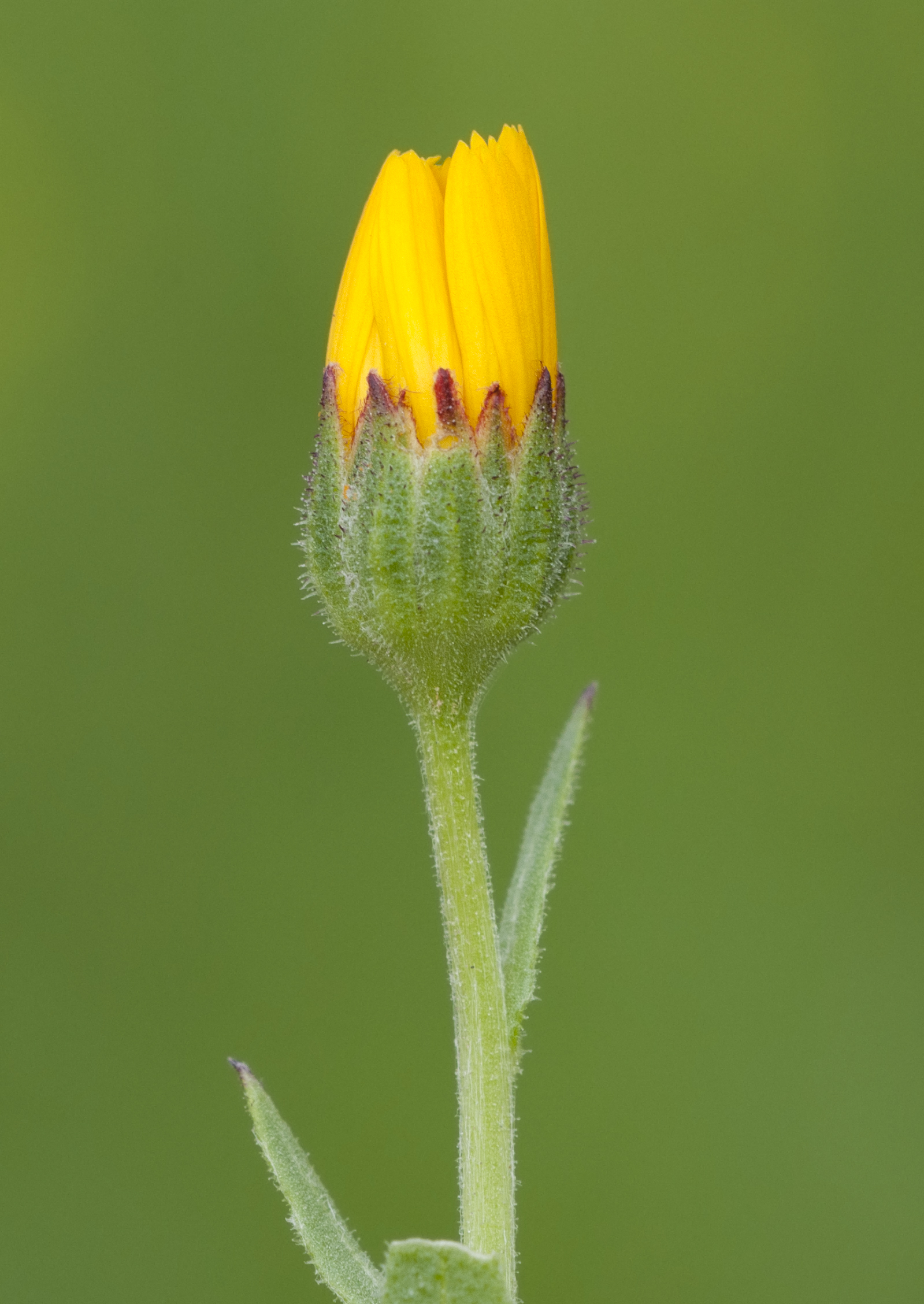
Omwindsel
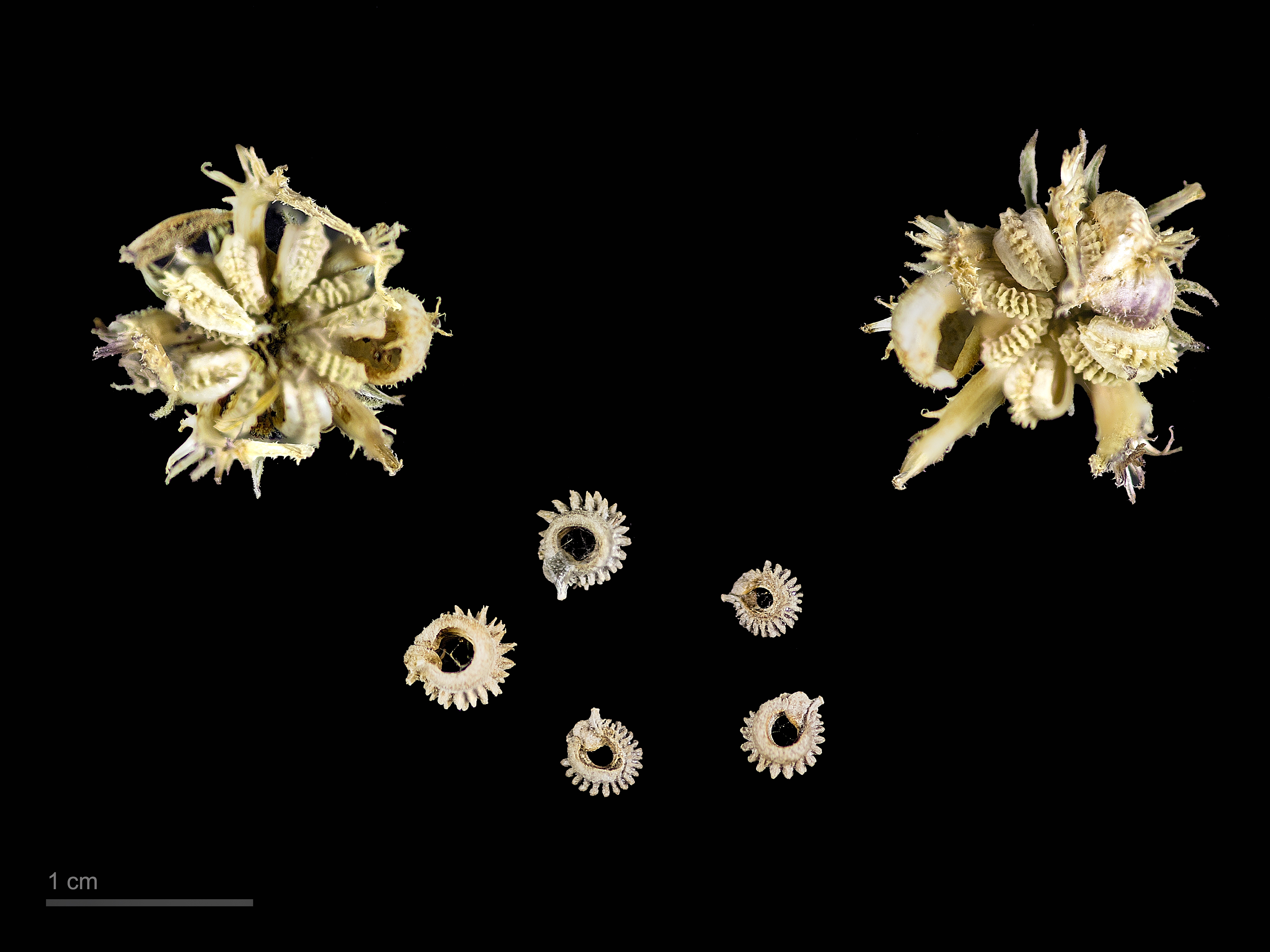
Vruchten

De akkergoudsbloem komt voor op zonnige, open plaatsen op matig voedselrijke, zoals op akkers, braakliggende grond en in bermen.